# 恩来教育基金
一般財団法人恩来教育基金（おんらいきょういくききん、英訳名:Onrai Education Foundation）は、サーチナ創業者端木正和が2011年6月に設立した一般財団法人である。2017年に登記閉鎖。

## 概要
- 主な目的：日中米の幼児教育・学校教育の充実向上を図ると共に、日本及び中国の国際文化交流を支援すること。日本文化、日本美学[3]を世界に広めるための諸研究・実践の助成及び支援など[4]。
- 沿革：2011年6月1日　設立
- 代表者：理事長　端木正和
- 初代理事には、政治家安倍晋三の元第一政策秘書の飯塚洋が参列。設立記念祝賀会に安倍晋三が祝辞に駆け付ける[5]。